# 中野電車区

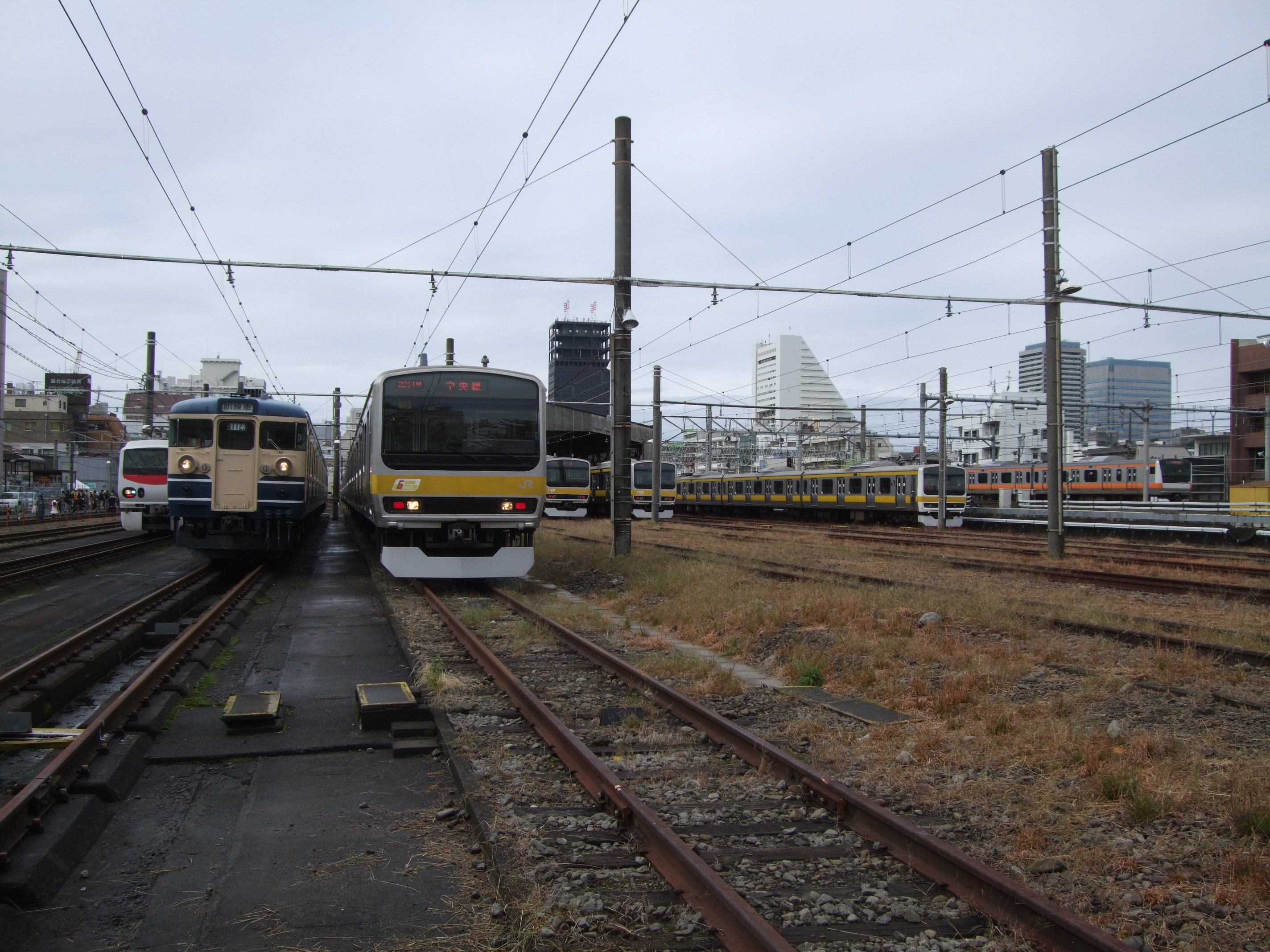
構内

中野電車区（なかのでんしゃく）は、東京都中野区にあった東日本旅客鉄道（JR東日本）首都圏本部の運転士が所属する組織である。2024年9月30日限りで廃止し、現在は中野統括センター中野南乗務ユニット。
かつては、中央・総武緩行線用（カナリア色）の車両が配置されていたこともあったが、国鉄末期の区所統合に伴い全車が三鷹電車区に転属となり、車両配置がなくなった。

## 配置車両の車体に記されていた略号
「東カノ」→「西カノ」…東京鉄道管理局を意味する東、1969年以降は東京西鉄道管理局を意味する西と、中野を意味するカノから構成されていた。

## 歴史
- 1904年（明治37年）2月 - 新宿駅構内に、中野電車区の前身となる甲武鉄道新宿電車庫が開設される[1]。
- 1921年（大正10年）7月10日 - 新宿駅拡張工事のため、現在の敷地に移転し、中野電車庫となる[1]。
- 1936年（昭和11年）9月 - 中野電車区に名称変更[1]。
- 1986年（昭和61年）3月3日 - 中央・総武緩行線の車両配置が三鷹電車区および習志野電車区に集約され[1]、運転士のみ所属の区所となる。
- 2024年（令和6年）10月1日 - 中野営業統括センター、中野車掌区と統合し、中野統括センター発足。当区は廃止。これによりJR東日本管内から「電車区」と称する組織は消滅。

## その他
- 現在は10両編成に対応した電留線（留置線）が12線(電留2~13番線)と、引き上げ線が配置されている[1]。
- 中央・総武緩行線で運用されていた201系は中央線快速系統のような分割・併合を行う運用はなかったが、6両+4両の分割編成で投入された。これは当区の検査線の有効長が10両に満たず、検査時に編成を分割するためであった。
- 2010年～2015年、11月に「働く車両大集合」と称した公開イベントが行われた（事前抽選による入場限定制）。